# Кадудаль, Жорж
Жорж Кадуда́ль (обычно упоминаемый просто как Жорж, фр. Georges Cadoudal; 1 января 1771 — 25 июня 1804) — французский военачальник, генерал-лейтенант, один из лидеров шуанов во время Французской революции.

## Биография
Поначалу был сторонником Революции 1789 года, но разочаровался в ней вследствие вмешательства революционных властей в дела церкви и принятия в 1790 году декрета об обязательной присяге духовенства враждебному ему государству. Когда в 1793 году, после казни Людовика XVI и объявления широкой мобилизации в революционную армию, в Морбиане и окрестностях вспыхнуло восстание против Конвента, Жорж собрал отряд крестьян из Нижней Бретани и присоединился с ними к полкам вандейцев, осаждавшим Гранвиль. Благодаря своей физической силе, общей культуре и тактическим талантам, был назначен офицером. Позже набранные им отряды получили название шуанов. В 1794 году Жорж был схвачен республиканцами, но сумел бежать в Морбиан, где уже создавались новые отряды под руководством графа де Пюизэ.

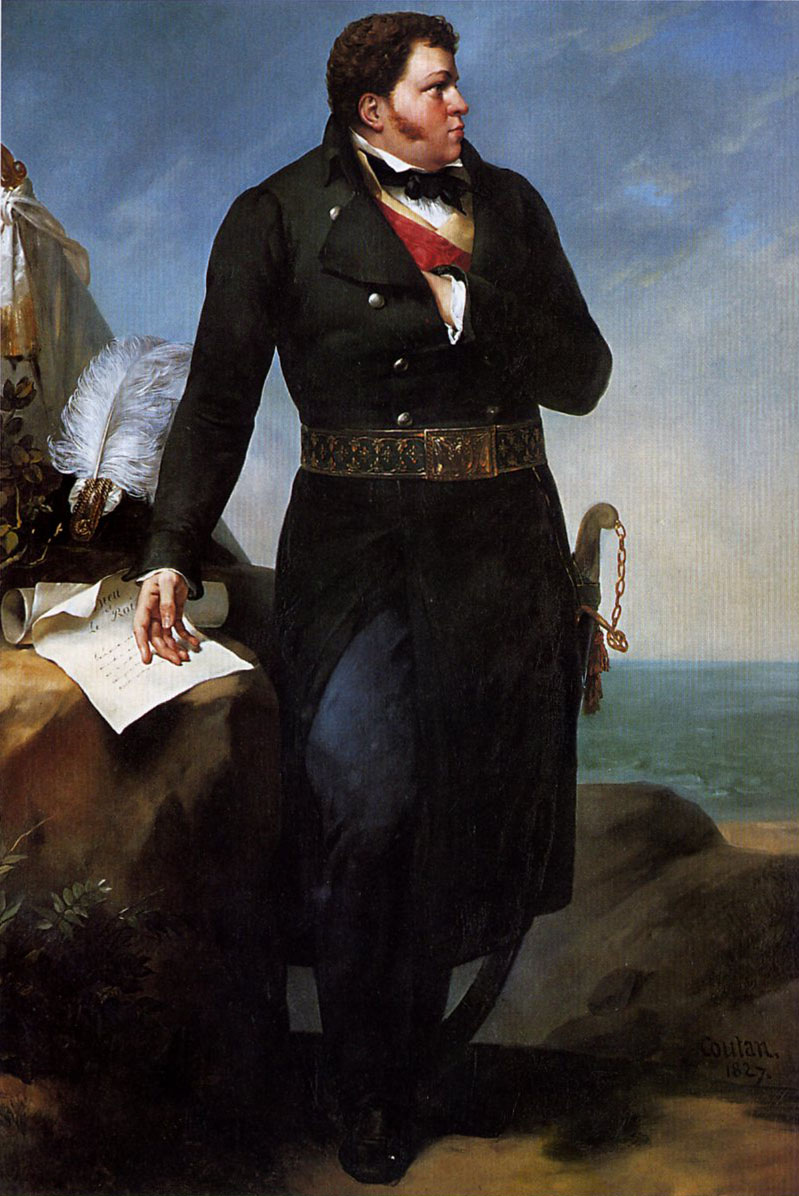
Жорж Кадудаль

Жорж, встав во главе «католической и королевской армии Морбиана», возобновил борьбу, которая с перерывами длилась до 1795 года, когда вожди инсургентов и республиканцы пришли к мирному соглашению. Но Жорж не примкнул к нему; он установил отношения с роялистами в Великобритании и спланировал высадку войск в Кибероне. После неудачного завершения этой операции Жорж объединил остатки роялистских войск с шуанами, но был оттеснён усмирителем Вандеи генералом Гошем и покинул своё войско.
В 1799 году он вновь попытался поднять восстание в Бретани, но после поражения при Граншане (1800 год) сложил оружие, распустил войска и удалился в Лондон. Там он был дружелюбно встречен графом д’Артуа, который назначил его генерал-лейтенантом.
Через некоторое время Жорж вернулся в Бретань и снова пытался поднять очередное восстание. Так он перемещался из Франции в Англию вплоть до 1803 года, когда с несколькими заговорщиками принял решение отправиться в Париж для нападения на Первого консула.
Нападение сорвалось и арестованный в марте 1804 года, Жорж 10 июня был приговорён к смерти и, не желая просить о помиловании, 25 июня 1804 года был казнён вместе со своими соратниками. Стоя перед гильотиной, воскликнул: «Умрем за нашего Господа и нашего Короля!».
Наполеон, провозглашенный к тому времени императором французов, был разочарован верностью Кадудаля Бурбонам и называл его «разбойником». Тело казненного не было захоронено, но скелет его использовался на протяжении всего периода Империи в качестве учебного пособия на медицинском факультете.
Лишь после Реставрации останки Кадудаля были с почестями преданы земле, тогда же семье его было даровано дворянство. Кадудалю, как и генералу Моро, Людовик XVIII посмертно присвоил звание маршала Франции.
Младший брат Жорж Жозеф, принимавший в юности участие в борьбе шуанов, во время Ста дней организовал восстание против возвратившегося императора. В истории он известен под именем Joyon.

## В мировой культуре
- Жорж Кадудаль выведен одним действующих героев в произведении «Маркиз де Карабас» (англ. «The Marquis of Carabas») (1940) английского писателя Рафаэля Сабатини о восстании шуанов в 1795 году.
- Под прозвищем Иегу в романах о роялистском подполье «Соратники Иегу» и «Белые и синие» Александра Дюма-отца.
- Один из центральных героев в романе Роксаны Гедеон «Лилии над озером», крестный отец сына главной героини.
- Герой Кадудаля действует в военно-историческом романе Валентина Пикуля «Каждому своё».
- Упоминается в любовном историческом романе американской писательницы Лауры Паркер «Опьянённые страстью» (англ. «Risque»).
- Упоминается в любовном историческом романе американской писательницы Кэтрин Коултер «Невеста обманщица»
- Кадудаль упоминается как герой-антагонист Наполеона в манге «Героика — слава Наполеона» («The Glory of Napoleon — Heroic» (англ.)) — продолжении популярной манги «Леди Оскар» японского мангаки Риёко Икэды.
- О заговоре Пишегрю, Моро и Кадудаля см. Зотов А. В. «Главный соперник Наполеона. Великий генерал Моро».
- Эпизод покушения Кадудаля на Наполеона присутствует в фильме С.Гитри «Наполеон» (1954).
- Упоминается в бретонской  националистической песне "Brezhoned sonn".